# Eurycantha
Eurycantha är ett släkte av insekter. Eurycantha ingår i familjen Phasmatidae.
Kladogram enligt Catalogue of Life:
| Eurycantha | \| \| Eurycantha calcarata \| \| \| \| \| \| Eurycantha coronata \| \| \| \| \| \| Eurycantha horrida \| \| \| \| \| \| Eurycantha immunis \| \| \| \| \| \| Eurycantha insularis \| \| \| \| \| \| Eurycantha latro \| \| \| \| \| \| Eurycantha maluensis \| \| \| \| \| \| Eurycantha micrantha \| \| \| \| \| \| Eurycantha portentosa \| \| \| \| \| \| Eurycantha rosenbergii \| \| \| \| |
|            | \| \| Eurycantha calcarata \| \| \| \| \| \| Eurycantha coronata \| \| \| \| \| \| Eurycantha horrida \| \| \| \| \| \| Eurycantha immunis \| \| \| \| \| \| Eurycantha insularis \| \| \| \| \| \| Eurycantha latro \| \| \| \| \| \| Eurycantha maluensis \| \| \| \| \| \| Eurycantha micrantha \| \| \| \| \| \| Eurycantha portentosa \| \| \| \| \| \| Eurycantha rosenbergii \| \| \| \| |
|            | Eurycantha calcarata |
|            | |
|            | Eurycantha coronata |
|            | |
|            | Eurycantha horrida |
|            | |
|            | Eurycantha immunis |
|            | |
|            | Eurycantha insularis |
|            | |
|            | Eurycantha latro |
|            | |
|            | Eurycantha maluensis |
|            | |
|            | Eurycantha micrantha |
|            | |
|            | Eurycantha portentosa |
|            | |
|            | Eurycantha rosenbergii |
|            | |